# Équipe cycliste Cambodia Cycling Academy
L'équipe cycliste Cambodia Cycling Academy (CCA) est une équipe cycliste créée en 2020, ayant une licence cambodgienne et basé en France, près d'Alès. En tant qu'équipe continentale, elle participe aux épreuves de l'UCI Asia Tour et UCI Europe Tour en classe .2 et .1. Elle s'arrête en 2021.

## Classements UCI
L'équipe participe aux différents circuits continentaux et en particulier les courses de l'UCI Asia Tour et de l'UCI Europe Tour. Les tableaux ci-dessous présentent les classements de l'équipe sur ces circuits, ainsi que son meilleur coureur au classement individuel.
UCI Asia Tour
| Saison | Classement par équipes | Meilleur coureur au classement individuel |
| ------ | ---------------------- | ----------------------------------------- |
| 2020   | 18e                    | -                                         |

UCI Europe Tour
| Saison | Classement par équipes | Meilleur coureur au classement individuel |
| ------ | ---------------------- | ----------------------------------------- |
| 2020   | -                      | Roman Maikin (827e)                       |

L'équipe est également classée au Classement mondial UCI qui prend en compte toutes les épreuves UCI et concerne toutes les équipes UCI.
| Saison | Classement par équipes | Meilleur coureur au classement individuel |
| ------ | ---------------------- | ----------------------------------------- |
| 2020   | 142e                   | Roman Maikin (1063e)                      |